# Los Ángeles (Alicante)
Los Ángeles es un barrio de la ciudad española de Alicante. Según el padrón municipal, cuenta en el año 2023 con una población de 11 797 habitantes (6027 mujeres y 5770 hombres).

## Localización
Los Ángeles limita al norte con los barrios de Tómbola y Virgen del Remedio; al este con Lo Morant-San Nicolás de Bari y Altozano-Conde Lumiares; al sur con Campoamor y Polígono San Blas; y al oeste con el barrio de San Agustín. Está incluido en el distrito 3 de la capital alicantina.
Asimismo, está delimitado exteriormente, desde el oeste y en el sentido horario, por las avenidas y calles siguientes: Teulada, Jaime I, Prosperidad, Poeta Sansano, Venezuela, Novelda y Aureliano Ibarra.

## Historia
Según cuentan las crónicas, la historia de la partida rural de Los Ángeles arranca en la Edad Media, en el siglo XII, cuando un leñador encuentra una imagen de la Virgen que, seguramente, había estado escondida durante la dominación musulmana. Por ello, se levantó en el lugar una ermita con el nombre de Nuestra Señora de los Ángeles y se da el mismo nombre al entorno. La actual parroquia, construida en 1958, con sus dos torres de 115 m sobre el nivel del mar, fueron en su día la edificación a más altura de la ciudad.
Originalmente fue una partida rural de modestas viviendas en su mayor parte autoconstruidas. La puesta en servicio de la carretera a San Vicente del Raspeig mejoró la comunicación y facilitó su poblamiento.
En 1937, durante la guerra civil española, se decidió que Los Ángeles cambiara de nombre, pasando a llamarse barrio de la Independencia, en alusión a la lucha de los españoles en contra de las fuerzas extranjeras que intervenían en la guerra. Por la misma época, una parte del barrio pasó a denominarse barrio de Moscú. Con el fin de la guerra, y la instauración de la dictadura franquista, se recuperó el nombre original de Los Ángeles que se mantiene actualmente.
Hasta los años setenta del siglo XX, el barrio estuvo falto de dotaciones y las calles eran de tierra. En ese tiempo, empezaron a sustituirse las antiguas casas bajas por edificios de cuatro o cinco alturas. Finalmente, el barrio ha quedado enmarcado entre dos grandes vías de comunicación en la ciudad, la Gran Vía y la Vía Parque.

## Fiestas

#### Hogueras
El barrio de Los Ángeles cuenta con una hoguera:
- Los Ángeles, fundada en 1940, que ocupa la zona al oeste de la avenida de Novelda y planta en la plaza Joaquín María López.

La hoguera Ángeles-Felipe Bergé, si bien recibe el nombre del barrio, planta en la zona de Los Ángeles que administrativamente forma parte del barrio de Lo Morant-San Nicolás de Bari, y ocupa la zona conocida como Montoto, al este de la avenida de Novelda, por lo que tan solo la primera hilera de manzanas está dentro del barrio administrativo de Los Ángeles.

#### Fiestas patronales
Al principio del mes de agosto se celebran las fiestas en honor a su patrona Nuestra Señora de los Ángeles. Estas fiestas son de las más antiguas de la ciudad de Alicante. Las celebraciones se conmemoran del 28 de julio al 2 de agosto. Se adornan calles, se ponen barracas con verbenas y se hace la procesión de la virgen de los Ángeles el día 2 de agosto por la tarde.

## Población
Según el padrón municipal de habitantes de Alicante, la evolución de la población del barrio de Los Ángeles en los últimos años, del 2010 al 2023, tiene los siguientes números:
|              | 2010  | 2011   | 2012  | 2013  | 2014  | 2015  | 2016   | 2017   | 2018   | 2019  | 2020  | 2021  | 2022  | 2023   |
| ------------ | ----- | ------ | ----- | ----- | ----- | ----- | ------ | ------ | ------ | ----- | ----- | ----- | ----- | ------ |
| Población    | 11383 | 11278  | 11214 | 11126 | 11150 | 11160 | 10908  | 11059  | 11189  | 11278 | 11359 | 11372 | 11362 | 11797  |
| (Diferencia) |       | (-105) | (-64) | (-88) | (+24) | (+10) | (-252) | (+151) | (+130) | (+89) | (+81) | (+13) | (-10) | (+435) |